# 1980チューインガム・カンパニー
1979年から1981年にかけて活動していた渡辺プロ所属の5人の日本人外国人ハーフなど国際色豊かな少年少女のグループ歌手。
TBSのTV番組「ワンツージャンプ!」への出演から5人での歌手活動を行った。
TV番組 銀座ナウ (Ginza Now) Reef

## メンバー
・渡辺ワークショップ所属
佐藤美樹
小泉和也
リーフ・アディスン (Reef Addison)
クリス・アディスン (Chris Addison)

## ディスコグラフィー

### シングルレコード
- その後のかぐや姫（デビューシングル）
レーベル：SMSレコード、品番：SM06-22、1979年5月25日発売（国際児童年記念「新しいこどもの歌」作詞応募作品）
SIDE 1　その後のかぐや姫　作詞 - 久郷英雄 / 作曲 - 都倉俊一 / 編曲 - 高橋洋
SIDE 2　友達さがし　作詞 - 壇ひさ子 / 作曲 - 都倉俊一 / 編曲 - 高橋洋

- バジリコ親分
レーベル：SMSレコード、品番：SM06-32、1979年10月発売
SIDE 1　バジリコ親分 <Part 1>　作詞 - 石川雄一郎 / 作曲 - 都倉俊一 / 編曲 - 田辺信一
SIDE 2　バジリコ親分 <Part 2>　作詞 - 石川雄一郎 / 作曲 - 都倉俊一 / 編曲 - 田辺信一

- まんがはじめて物語　
レーベル：SMSレコード、品番：SM06-40、1979年12月発売
SIDE 1　未知へのロマン　作詞 - 森雪之丞 / 作曲 - 都倉俊一 / 編曲 - 田辺信一　（『まんがはじめて物語』のオープニング・テーマ曲）
SIDE 2　恋に落ちたら　作詞 - 森雪之丞 / 曲 - 都倉俊一 / 編 - 田辺信一　（まんがはじめて物語のエンディング・テーマ曲）

「未知へのロマン」は、CD「ヤバ歌謡2 NONSTOP DJ MIX -TVテーマ編- Mixed by DJフクタケ」の26曲目に収録。レーベル：USM JAPAN、品番：UICZ-8163、2015年2月25日発売

## ライブ
宇宙科学博覧会・SPACE EXPO'78 &'79

## 出演番組
TV番組「ワンツージャンプ!」（TBS)
TV番組 銀座ナウ (Ginza Now) リーフ

## TVCM出演
くるくるまきまきチョコ（ロッテ）　「くーるくるくるくるまきまきー♪ふーしぎなチョコレート」